# Psecacera chiliensis
Psecacera chiliensis är en tvåvingeart som beskrevs av Jacques-Marie-Frangile Bigot 1880. Psecacera chiliensis ingår i släktet Psecacera och familjen parasitflugor. Inga underarter finns listade i Catalogue of Life.